# Hewlett
Hewlett és una concentració de població designada pel cens dels Estats Units a l'estat de Nova York. Segons el cens del 2000 tenia 7.060 habitants.

## Demografia
Segons el cens del 2000, Hewlett tenia 7.060 habitants, 2.634 habitatges, i 1.980 famílies. La densitat de població era de 3.062,8 habitants per km².
Dels 2.634 habitatges en un 33,4% hi vivien nens de menys de 18 anys, en un 62,9% hi vivien parelles casades, en un 9% dones solteres, i en un 24,8% no eren unitats familiars. En el 22,1% dels habitatges hi vivien persones soles el 10,5% de les quals corresponia a persones de 65 anys o més que vivien soles. El nombre mitjà de persones vivint en cada habitatge era de 2,67 i el nombre mitjà de persones que vivien en cada família era de 3,13.
Per edats la població es repartia de la següent manera: un 24,1% tenia menys de 18 anys, un 5,8% entre 18 i 24, un 26,8% entre 25 i 44, un 26,5% de 45 a 60 i un 16,8% 65 anys o més.
L'edat mediana era de 41 anys. Per cada 100 dones de 18 o més anys hi havia 86,5 homes.
La renda mediana per habitatge era de 66.550 $ i la renda mediana per família de 74.259 $. Els homes tenien una renda mediana de 51.977 $ mentre que les dones 40.750 $. La renda per capita de la població era de 38.803 $. Entorn de l'1,3% de les famílies i el 2,9% de la població estaven per davall del llindar de pobresa.